# Siulolo Liku
Ana Siulolo Liku (* 9. Januar 1974) ist eine ehemalige tongaische Leichtathletin.

## Karriere
1996 nahm Liku an den Olympischen Sommerspielen im US-amerikanischen Atlanta teil, wo sie im Weitsprung mit 6,06 m den 28. Rang belegte. Bei den Sommerspielen vier Jahre später im australischen Sydney erreichte die tongaische Athletin in ihrem Vorlauf über 100 m Hürden nach 14,58 s den achten und damit letzten Platz. Bei der Eröffnungsfeier der Spiele im Jahr 2000 war Liku außerdem Fahnenträgerin Tongas.
Bei den Weltmeisterschaften 1997 in Athen wurde Liku im Weitsprung 19., zwei Jahre später in Sevilla schied sie als Siebte des 100-m-Vorlaufs aus.
Liku wurde fünf Mal Ozeanienmeisterin über 100 m, 100 m Hürden und im Dreisprung (1996) sowie im Weitsprung (1998, 2000). Außerdem konnte sie bei Ozeanienmeisterschaften drei Silbermedaillen über 100 m, 100 m Hürden (jeweils 1998) und im Weitsprung (1996) gewinnen.
Bei den South Pacific Games in den Jahren 1995 und 1999 holte die Tongaerin Medaillen im Weitsprung (Gold 1995, 1999), über 100 m Hürden (Gold 1995), im Dreisprung (Silber 1995, Bronze 1999) und über 100 m (Bronze 1999).
Bei den South Pacific Mini Games 1997 in Pago Pago gewann Liku die Wettkämpfe im 100-Meter-Lauf, Weitsprung und Dreisprung und erhielt im 100-Meter-Hürdenlauf die Silbermedaille.
Die persönlichen Bestleistungen der 165 Zentimeter großen und 55 Kilogramm schweren Athletin liegen bei 12,2 s über 100 m (1996), 13,8 s über 100 m Hürden (1997), 6,23 m im Weitsprung (1995) und 12,29 m im Dreisprung (1996).